# Unità alcolica

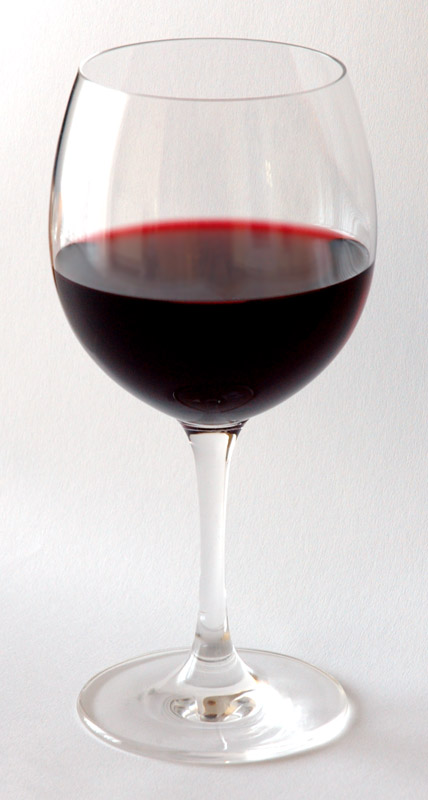
Un bicchiere da 250 ml di vino rosso con titolo alcolometrico del 12% corrisponde a circa due unità alcoliche.

L'unità alcolica è un'unità di misura utilizzata in molti paesi, ma non definita in modo uniforme, che consente di indicare la quantità di alcol assunta nel consumo di una bevanda alcolica, indipendentemente dal volume e dal titolo alcolometrico del liquido assorbito. Viene solitamente utilizzata nel campo della sanità pubblica, ad esempio per le linee guida sul consumo di alcol.
In Italia, in Germania e in Svizzera, una unità alcolica corrisponde a circa 10-12 grammi di alcool puro (etanolo),  ovvero la quantità contenuta in un bicchiere (125 ml) di vino di media gradazione (12°), in una lattina di birra (330 ml) di media gradazione (4,5°), in un bicchiere (80 ml) di aperitivo (18°), o in un bicchierino (40 ml) di superalcolico (36°).
Negli Stati Uniti e in Canada, l'unità alcolica equivale a 14 grammi di alcol, in Australia, Nuova Zelanda, India e Irlanda 10 grammi, nel Regno Unito 8 grammi.